# Toyota C-HR
Toyota C-HR är Toyotas crossover-modell. Produktionen av C-HR inleddes i november 2016 och lanserades i Japan den 14 december 2016 och i Europa, Asien, Australien och Nordamerika i början av 2017.  Namnet C-HR är en förkortning som står för Coupé-High Rider. Det betyder att den är en kupébil som korsats med en suv.